# Šentjakob, Šentjernej
Šentjakob este o localitate din comuna Šentjernej, Slovenia, cu o populație de 34 de locuitori.